# Thrausmatos dieteri
Thrausmatos dieteri är en ringmaskart som beskrevs av Watson 200. Thrausmatos dieteri ingår i släktet Thrausmatos och familjen Chrysopetalidae. Inga underarter finns listade i Catalogue of Life.